# Максуд султан Кенгерли
Максуд султан Кенгерли (перс. مقصود سلطان کنگرلو, азерб. Maqsud sultan Kəngərli-Ustaclı)  — хаким Нахичевана с 1605 по 1630 годы времён шаха Аббаса I (1588—1629).

## История
Максуд-бей родился в семье Мухаммед-бея родился в 1533 году в городе Ахар, бывшем в то время столице области Карадаг. По указу шаха Аббаса I он получил титул султана и был назначен судьёй Карадага в 1589 году. Пока шах Аббас I располагался лагерем на берегу реки Веди, Максуд султан приказал Кенгерли переселить население Нахичевана в Дизмар и Караджадаг (ныне Иранский Азербайджан), чтобы они не пострадали во время турецко-персидских войн.
Персидский историк Искандер Мунши также упоминает Максуд султана в списке эмиров периода шаха Аббаса I, и что когда В 1604 году, после того как кызылбаши отвоевали у османов беглербегство Чухур-Саад, он был назначен судьёй Нахичевана и продолжал участвовать в войнах против османов.
Следующий шах Сефи I отправил его вместе с османским посланником в Стамбул, чтобы поздравить султана Ибрагима с его приходом к власти.